# Керрі Гарріс
Керрі Гарріс (англ. Kerry Harris; нар. 19 вересня 1949) — колишня австралійська тенісистка.
Найвищим досягненням на турнірах Великого шолома був фінал в парному розряді.

## Фінали турнірів Великого шолома

### Парний розряд (1–3)
| Результат | Рік  | Турнір                        | Покриття | Партнерка     | Суперниці                        | Рахунок  |
| --------- | ---- | ----------------------------- | -------- | ------------- | -------------------------------- | -------- |
| Поразка   | 1971 | Відкритий чемпіонат Франції   | Ґрунт    | Гелен Гурлей  | Франсуаз Дюрр Гейл Шанфро        | 4–6, 1–6 |
| Перемога  | 1972 | Відкритий чемпіонат Австралії | Трава    | Гелен Гурлей  | Патрісія Коулмен Карен Крантцке  | 6–0, 6–4 |
| Поразка   | 1973 | Відкритий чемпіонат Австралії | Трава    | Керрі Мелвілл | Маргарет Корт Вірджинія Вейд     | 4–6, 4–6 |
| Поразка   | 1974 | Відкритий чемпіонат Австралії | Трава    | Керрі Мелвілл | Івонн Гулагонг-Коулі Пеггі Мічел | 5–7, 3–6 |

## Інші турніри

### Парний розряд (6 перемог)
| Результат | Рік  | Турнір              | Покриття | Партнерка      | Суперниці                      | Рахунок       |
| --------- | ---- | ------------------- | -------- | -------------- | ------------------------------ | ------------- |
| Перемога  | 1971 | Newport (Wales)     | Трава    | Гелен Гурлей   | Гейл Шанфро Вінні Шоу          | 6–3, 8–6      |
| Перемога  | 1971 | Cincinnati (USA)    | Ґрунт    | Гелен Гурлей   | Гейл Шанфро Вінні Шоу          | 6–4, 6–4      |
| Перемога  | 1972 | Tucson (USA)        | Тверде   | Карен Крантцке | Джуді Тегарт Франсуаз Дюрр     | 6–3, 6–7, 6–3 |
| Перемога  | 1973 | Phoenix (USA)       | Тверде   | Керрі Мелвілл  | Розмарі Касалс Біллі Джин Кінг | 6–4, 6–4      |
| Перемога  | 1973 | Honolulu (USA)      | Тверде   | Керрі Мелвілл  | Гелен Гурлей Карен Крантцке    | 6–3, 3–6, 6–3 |
| Перемога  | 1974 | Mission Viejo (USA) | Тверде   | Леслі Гант     | Кріс Еверт Біллі Джин Кінг     | 7–5, 6–4      |

### Одиночний розряд (1–4)
| Результат | Рік  | Турнір                   | Покриття | Суперниця            | Рахунок   |
| --------- | ---- | ------------------------ | -------- | -------------------- | --------- |
| Поразка   | 1969 | Victoria (Австралія)     | Трава    | Маргарет Корт        | 6–1, 6–4  |
| Перемога  | 1971 | Essex Championships (UK) | Трава    | Гелен Гурлей         | 6–2, 6–4. |
| Поразка   | 1972 | Adelaide (Австралія)     | Трава    | Івонн Гулагонг-Коулі | 6–1, 6–2  |
| Поразка   | 1973 | Philadelphia (USA)       | Тверде   | Маргарет Корт        | 6–1, 6–0  |
| Поразка   | 1973 | Perth (Австралія)        | Трава    | Івонн Гулагонг       | 7–5, 6–1  |